# Іллінка (селище, Покровський район)
Іллі́нка — селище Курахівської міської громади Покровського району Донецької області, Україна.

## Загальні відомості
Відстань до райцентру становить близько 35 км і проходить автошляхом місцевого значення. Розташоване на правому березі Курахівського водосховища.
Землі села межують із територією с. Берестки Покровського району Донецької області.

## Історія
Див.: Шахти Іллінки.

## Транспорт
Селищем проходить автомобільна дорога місцевого значення С051108 /Цукурине — Курахове/ — під'їзд до Степанівки (4,9 км).

## Населення

### Мова
Розподіл населення за рідною мовою за даними перепису 2001 року:
| Мова       | Кількість | Відсоток |
| ---------- | --------- | -------- |
| українська | 386       | 83.91%   |
| російська  | 74        | 16.09%   |
| Усього     | 460       | 100%     |

За даними перепису 2001 року населення смт становило 460 осіб, із них 83,91 % зазначили рідною мову українську та 16,09 % — російську.